# مراحل النظائر البحرية
مراحل النظائر البحرية (بالإنجليزية: Marine isotope stages)‏ (MIS)، أو مراحل نظائر الأكسجين البحرية، أو مراحل نظائر الأكسجين (OIS)، هي فترات دافئة وباردة متناوبة في مناخ الأرض القديم، تم استنتاجها من بيانات نظائر الأكسجين المستمدة من العينات الأساسية من أعماق البحار. بالعودة إلى الوراء، لـ"مرحلة النظائر1" (MIS 1) في المقياس، فإن المراحل ذات الأرقام الزوجية تحتوي على مستويات عالية من الأكسجين-18 وتمثل دورات جليدية باردة، في حين أن المراحل ذات الأرقام الفردية هي مستويات منخفضة في أرقام الأكسجين-18، وتمثل دورات جليدية دافئة. تم استخلاص البيانات من حبوب اللقاح وبقايا المثقبات (العوالق) في العينات الأساسية من رواسب قاع البحر المحفور، والطين العضوي، وغيرها من البيانات التي تعكس المناخ التاريخي؛ تسمى هذه مؤشرات مناخية.